# Ataleia (Minas Gerais)
Ataléia es un municipio brasilero del estado de Minas Gerais. Su población estimada en 2004 era de 16.161 habitantes. La ciudad presenta, como atractivos turísticos, el Río Norte, el Arroyo Acari y el Río Paloma.